# Messier 92
Messier 92 (také M 92 nebo NGC 6341) je kulová hvězdokupa v souhvězdí Herkula, objevená dne 27. prosince 1777 Johannem Elertem Bodem. Od Země je vzdálena 27 000 světelných let.
Patří mezi nejseverněji položené kulové hvězdokupy.

## Pozorování

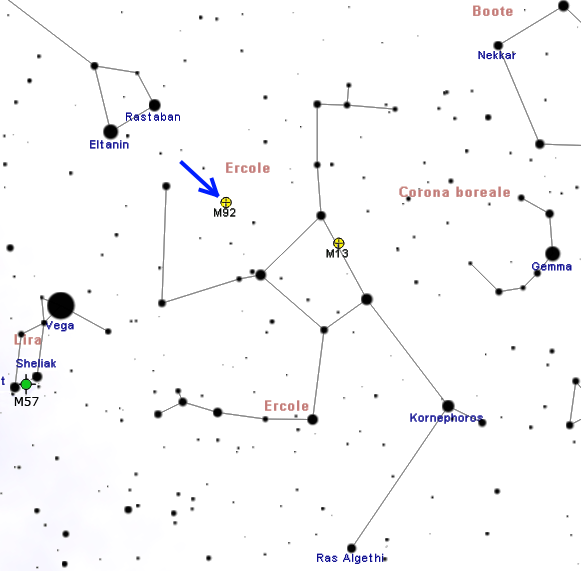
Poloha M 92 v souhvězdí Herkula.

Vyhledání hvězdokupy je poněkud obtížnější, protože se nachází v místě oblohy bez jasných hvězd a navíc není viditelná malými triedry. Přesto patří mezi nejjasnější kulové hvězdokupy na severní polokouli, i když bývá často přehlížena kvůli blízké výraznější hvězdokupě Messier 13. M92 je možné najít 8° severovýchodně od hvězdy ι Herculis, na spojnici hvězd ι Her a η Herculis. Pomocí triedru 10x50 je pozorovatelná jako rozptýlená bělavá skvrna bez zvláštních podrobností. Její nejjasnější hvězdy jsou 12. magnitudy
a ukáže je až dalekohled o průměru 200 mm a větším.
Hvězdokupu je možné pozorovat z obou zemských polokoulí, i když její severní deklinace značně zvýhodňuje její pozorovatele na severní polokouli, kde během letních nocí vychází vysoko na oblohu, zatímco na jižní polokouli v oblastech více vzdálených od rovníku vychází pouze nízko nad severní obzor. Přesto je tedy pozorovatelná ze všech obydlených oblastí Země. Nejvhodnější období pro její pozorování na večerní obloze je od dubna do října.

## Historie pozorování
Hvězdokupu objevil Johann Elert Bode 27. prosince 1777, Charles Messier ji nezávisle spoluobjevil 18. března 1781 a přidal ji do svého katalogu. Na hvězdy ji jako první rozložil William Herschel v roce 1783. Thomas William Webb ji popsal jako hvězdokupu obtížnou na rozložení, pokud je srovnána s Messier 13, ale její jádro je velmi jasné.

## Vlastnosti
Messier 92 se nachází ve vzdálenosti 27 000 světelných let od Země a je tedy poněkud vzdálenější než sousední Messier 13. Hustota hvězd ve středu hvězdokupy je značná a její zdánlivý průměr 14' odpovídá skutečnému průměru 109 světelných let. Mezi členy hvězdokupy bylo nalezeno pouze 16 proměnných hvězd, z nichž 14 je typu RR Lyrae.
Hmotnost hvězdokupy je 4,89 × 105 {\displaystyle M_{\odot }}, tedy poměrně velká. Ke Slunci se přibližuje rychlostí 120 km/s. Nízké zastoupení kovů ve složení hvězdy naznačuje její vysoké stáří. Odhady založené na určení barvy jejích hvězd odhalují stáří 13 miliard let a patří tedy mezi nejstarší známé kulové hvězdokupy.